# Templo del centro de la ciudad de Provo
El Templo del Centro de la Ciudad de Provo es uno de los templos construidos y operados por la Iglesia de Jesucristo de los Santos de los Últimos Días, el número 150 construido por la iglesia y el segundo templo construido en la ciudad de Provo (Utah). El templo fue construido a partir del antiguo tabernáculo de Provo, ubicado en el centro de la ciudad y que se incendió en diciembre de 2010. Desde la renovación del tabernáculo, este es el templo que más cerca se encuentra al centro de su ciudad, con una distancia de 3,8 kilómetros (2,4 mi) del edificio al centro de Provo.

## Historia
Los planes para la construcción del templo en el Centro de la Ciudad de Provo fueron anunciados por Thomas S. Monson durante la conferencia general de la iglesia el 1 de octubre de 2011.
Otros cuatro templos fueron anunciados al mismo tiempo, el templo de Barranquilla, el templo de Durban en Sudáfrica, el templo de Kinshasa, en el Congo Democrático y el templo de Star Valley, en los EE. UU. Pocas semanas antes se había anunciado también la construcción del templo de París, Francia. Para aquel entonces el número de templos construidos y anunciados sumaban 166 y el número de templos en Utah subió a 16. La ciudad de Provo se convirtió en la segunda ciudad con dos templos SUD. La primera fue la ciudad de South Jordan al sur de Salt Lake City con el Templo de Jordan River y el Templo del Monte Oquirrh. Es el segundo tabernáculo en Utah en ser convertido en un templo, el primero fue el Templo de Vernal, siendo a la vez el cuarto templo SUD construido de un edificio previamente existente (los tres anteriores fueron el Templo de Vernal, el Templo de Copenhague en Dinamarca, y el Templo de Manhattan).  El Templo del Centro de la Ciudad de Provo es uno de dos templos SUD que no incluyen el nombre de la provincia/estado o el país donde está ubicado el templo, siguiendo el protocolo oficial del nombramiento de templos (el otro siendo el Templo de Salt Lake City).
Históricamente, el tabernáculo fue utilizado para reuniones dominicales de la iglesia SUD y para acontecimientos culturales. En la mañana del 17 de diciembre de 2010, se declaró un incendio en el tabernáculo y las llamas consumieron el interior del edificio y su techumbre. El anuncio de la construcción del templo en el antiguo tabernáculo especificaba que incluiría una restauración completa del exterior original incluyendo la torre central del edificio original.

## Construcción
La ceremonia de la primera palada tuvo lugar el 12 de mayo de 2012 presidida por Jeffrey R. Holand y a ella asistieron más de 5,500 personas.
El tabernáculo fue reforzado con entre seis y 10 pulgadas de concreto armado, combinado con tres filas de ladrillo provistas de un soporte de acero y concreto. Además se excavaron espacios para dos pisos para construir un sótano, para lo que se extrajeron aproximadamente seis metros de aguas subterráneas. Al igual que con la construcción de la mayoría de los templos SUD, se colocó una estatua del ángel Moroni el 31 de marzo de 2014 sobre la torre central del nuevo templo.

## Dedicación
El templo SUD del centro de la ciudad de Provo fue dedicado para sus actividades eclesiásticas en cuatro sesiones, el 20 de marzo de 2016, por Dallin H. Oaks del Quórum de los Doce Apóstoles. Russell M. Nelson, el presidente del Quórum de los Doce Apóstoles, estuvo presente en una de las tres sesiones dedicatorias. También estuvieron en las sesiones M. Russell Ballard y Gary E. Stevenson, ambos del Quórum de los Doce, así como otras autoridades generales de la iglesia. Con anterioridad a ello, del 15 de enero al 5 de marzo de ese mismo año, la iglesia permitió un recorrido público de las instalaciones y del interior del templo al que asistieron más de 800.000 visitantes. Decenas de miles de miembros de la iglesia asistieron a la ceremonia de dedicación, que incluye una oración dedicatoria, la cual fue transmitida a más de 600 capillas del estado.